# Vicious (tv-serie)
Vicious er en britisk satirisk sitcom skabt af Mark Ravenhill og skrevet af Gary Janetti. I serien følges Freddie Thornhill (Ian McKellen) og Stuart Bixby (Derek Jacobi) i det ældre kærestepars had-kærligheds-forhold, deres fælles venner og overbo Ash spillet af Iwan Rheon. Den havde premiere 29. april 2013 på ITV og blev sendt indtil 2016. Intromelodien er The Communards' coverversion af "Never Can Say Goodbye".

## Medvirkende
- Ian McKellen – Freddie Thornhill
- Derek Jacobi – Stuart Bixby
- Frances de la Tour – Violet Crosby
- Iwan Rheon – Ashley "Ash" Weston
- Marcia Warren – Penelope
- Philip Voss – Mason Thornhill, Freddies bror

Øvrige medvirkende
- Alexandra Roach – Chloe, Ashs kæreste
- Hazel Douglas – Mildred, Stuarts mor
- Georgia King – Jess, Ashs kæreste
- Celia Imrie – Lilian, Violets søster
- Jack Ashton – Theo, fitnesscenterinstruktør
- Michael Cochrane – Jasper, Violets kortvarige mand
- Frances Barber – Carlotta, Violets lesbiske kæreste
- Samuel Barnett – unge Stuart
- Luke Treadaway – unge Freddie